# Юдит Полгар
Юдит Полгар (на унгарски: Polgár Judit) е унгарска шахматистка, смятана за вероятно най-добрата състезателка по шахмат в историята.
От януари 2004 г. до декември 2005 г. е на 8-о и 9-о място в света според смесената ранглиста за мъже и жени на ФИДЕ с нарастващ рейтинг, което е най-доброто класиране на жена. През юли-октомври 2005 г. Юдит Полгар достига най-високия си коефициент ЕЛО 2735 – световен рекорд за жени. Наградена е с Шахматен Оскар за жени (1988 г.) и е най-младият носител на наградата в историята – на 11 години. През 2012 г. получава новоучредената награда „Каиса“ като шахматен Оскар за жени. Юдит Полгар заема 1-во място сред шахматистките в официалното класиране на ФИДЕ от 2000 г. до февруари 2015 г. и за август 2015 г., когато е последното ѝ участие в месечна класация с ЕЛО 2675. Този резултат остава най-висок в света и през периодите август – октомври 2015, януари 2016 – септември 2017 и от февруари 2018 г. до днес.

## Биография
Родена е на 23 юли 1976 г. в Будапеща, Унгария в еврейско семейство. И трите деца в семейството – сестрите Жужа, София и Юдит – получават домашно образование. Обучавала ги майка им Клара Полгар (родена Албергер, 1946 г.) – учителка от село Вилок (сега в Закарпатска област на Украйна), завършила Ужгородския университет.
От ранно детство децата са обучавани по шахмат от баща им Ласло Полгар – психолог и педагог. Според сведенията 3-те сестри участват в образователния експеримент на баща им, който смятал, че гениалността не е вродено качество, а създадено, и доказал, че жените могат да постигнат значителни умствени постижения, когато бъдат тренирани още от най-ранна възраст. Той не само ги учи как да играят шах, но и запалва у тях любов към шахмата. На дъщерите им харесва играта, още докато били много малки. Сестрите се нареждат сред най-силните шахматистки в света:
- Жужа Полгар – международен гросмайстор в САЩ и световна шампионка,
- София Полгар (Косашвили) – международен майстор в Израел,
- Юдит Полгар – международен гросмайстор в Унгария и най-силната шахматистка в света за всички времена (ЕЛО 2735).

Юдит Полгар участва за пръв път на състезания в България през 1986 г. на Десетия юбилеен шахматен фестивал в курорта „Албена“. Играят се 2 турнира – турнир „А“ за международно градирани и открит турнир. В първия играят 29 шахматисти от 6 страни. Средното ЕЛО на първите 14 ирачи е 2372. Надпреварата е в 9 кръга и завършва с убедителна победа на 17-годишната Жужа Полгар със 7,5 т. Атракция на открития турнир е участието на сестрите ѝ – 12-годишната София и 10-годишната Юдит.
През 1988 г. постига серия от големи международни успехи: става световна шампионка за юноши до 12 години, златна медалистка от олимпиадата за жени в Солун с резултат 12,5 т. от 13 партии, победителка на международните турнири за мъже във Варна и Хейстингс, за което е удостоена с наградата „Шахматен Оскар“ за жени.
|   | a | b | c | d | e | f | g | h |   |
| 8 | черен цар на бяло поле c8 · черна пешка на черно поле a7 · бял топ на бяло поле b7 · бял топ на черно поле g7 · черна пешка на черно поле b6 · черна пешка на черно поле c5 · черен топ на бяло поле f5 · бяла пешка на бяло поле c4 · бял цар на черно поле e3 · бяла пешка на бяло поле a2 · бяла пешка на черно поле b2 · бяла пешка на черно поле f2 · черен топ на черно поле h2 | черен цар на бяло поле c8 · черна пешка на черно поле a7 · бял топ на бяло поле b7 · бял топ на черно поле g7 · черна пешка на черно поле b6 · черна пешка на черно поле c5 · черен топ на бяло поле f5 · бяла пешка на бяло поле c4 · бял цар на черно поле e3 · бяла пешка на бяло поле a2 · бяла пешка на черно поле b2 · бяла пешка на черно поле f2 · черен топ на черно поле h2 | черен цар на бяло поле c8 · черна пешка на черно поле a7 · бял топ на бяло поле b7 · бял топ на черно поле g7 · черна пешка на черно поле b6 · черна пешка на черно поле c5 · черен топ на бяло поле f5 · бяла пешка на бяло поле c4 · бял цар на черно поле e3 · бяла пешка на бяло поле a2 · бяла пешка на черно поле b2 · бяла пешка на черно поле f2 · черен топ на черно поле h2 | черен цар на бяло поле c8 · черна пешка на черно поле a7 · бял топ на бяло поле b7 · бял топ на черно поле g7 · черна пешка на черно поле b6 · черна пешка на черно поле c5 · черен топ на бяло поле f5 · бяла пешка на бяло поле c4 · бял цар на черно поле e3 · бяла пешка на бяло поле a2 · бяла пешка на черно поле b2 · бяла пешка на черно поле f2 · черен топ на черно поле h2 | черен цар на бяло поле c8 · черна пешка на черно поле a7 · бял топ на бяло поле b7 · бял топ на черно поле g7 · черна пешка на черно поле b6 · черна пешка на черно поле c5 · черен топ на бяло поле f5 · бяла пешка на бяло поле c4 · бял цар на черно поле e3 · бяла пешка на бяло поле a2 · бяла пешка на черно поле b2 · бяла пешка на черно поле f2 · черен топ на черно поле h2 | черен цар на бяло поле c8 · черна пешка на черно поле a7 · бял топ на бяло поле b7 · бял топ на черно поле g7 · черна пешка на черно поле b6 · черна пешка на черно поле c5 · черен топ на бяло поле f5 · бяла пешка на бяло поле c4 · бял цар на черно поле e3 · бяла пешка на бяло поле a2 · бяла пешка на черно поле b2 · бяла пешка на черно поле f2 · черен топ на черно поле h2 | черен цар на бяло поле c8 · черна пешка на черно поле a7 · бял топ на бяло поле b7 · бял топ на черно поле g7 · черна пешка на черно поле b6 · черна пешка на черно поле c5 · черен топ на бяло поле f5 · бяла пешка на бяло поле c4 · бял цар на черно поле e3 · бяла пешка на бяло поле a2 · бяла пешка на черно поле b2 · бяла пешка на черно поле f2 · черен топ на черно поле h2 | черен цар на бяло поле c8 · черна пешка на черно поле a7 · бял топ на бяло поле b7 · бял топ на черно поле g7 · черна пешка на черно поле b6 · черна пешка на черно поле c5 · черен топ на бяло поле f5 · бяла пешка на бяло поле c4 · бял цар на черно поле e3 · бяла пешка на бяло поле a2 · бяла пешка на черно поле b2 · бяла пешка на черно поле f2 · черен топ на черно поле h2 | 8 |
| 7 | черен цар на бяло поле c8 · черна пешка на черно поле a7 · бял топ на бяло поле b7 · бял топ на черно поле g7 · черна пешка на черно поле b6 · черна пешка на черно поле c5 · черен топ на бяло поле f5 · бяла пешка на бяло поле c4 · бял цар на черно поле e3 · бяла пешка на бяло поле a2 · бяла пешка на черно поле b2 · бяла пешка на черно поле f2 · черен топ на черно поле h2 | черен цар на бяло поле c8 · черна пешка на черно поле a7 · бял топ на бяло поле b7 · бял топ на черно поле g7 · черна пешка на черно поле b6 · черна пешка на черно поле c5 · черен топ на бяло поле f5 · бяла пешка на бяло поле c4 · бял цар на черно поле e3 · бяла пешка на бяло поле a2 · бяла пешка на черно поле b2 · бяла пешка на черно поле f2 · черен топ на черно поле h2 | черен цар на бяло поле c8 · черна пешка на черно поле a7 · бял топ на бяло поле b7 · бял топ на черно поле g7 · черна пешка на черно поле b6 · черна пешка на черно поле c5 · черен топ на бяло поле f5 · бяла пешка на бяло поле c4 · бял цар на черно поле e3 · бяла пешка на бяло поле a2 · бяла пешка на черно поле b2 · бяла пешка на черно поле f2 · черен топ на черно поле h2 | черен цар на бяло поле c8 · черна пешка на черно поле a7 · бял топ на бяло поле b7 · бял топ на черно поле g7 · черна пешка на черно поле b6 · черна пешка на черно поле c5 · черен топ на бяло поле f5 · бяла пешка на бяло поле c4 · бял цар на черно поле e3 · бяла пешка на бяло поле a2 · бяла пешка на черно поле b2 · бяла пешка на черно поле f2 · черен топ на черно поле h2 | черен цар на бяло поле c8 · черна пешка на черно поле a7 · бял топ на бяло поле b7 · бял топ на черно поле g7 · черна пешка на черно поле b6 · черна пешка на черно поле c5 · черен топ на бяло поле f5 · бяла пешка на бяло поле c4 · бял цар на черно поле e3 · бяла пешка на бяло поле a2 · бяла пешка на черно поле b2 · бяла пешка на черно поле f2 · черен топ на черно поле h2 | черен цар на бяло поле c8 · черна пешка на черно поле a7 · бял топ на бяло поле b7 · бял топ на черно поле g7 · черна пешка на черно поле b6 · черна пешка на черно поле c5 · черен топ на бяло поле f5 · бяла пешка на бяло поле c4 · бял цар на черно поле e3 · бяла пешка на бяло поле a2 · бяла пешка на черно поле b2 · бяла пешка на черно поле f2 · черен топ на черно поле h2 | черен цар на бяло поле c8 · черна пешка на черно поле a7 · бял топ на бяло поле b7 · бял топ на черно поле g7 · черна пешка на черно поле b6 · черна пешка на черно поле c5 · черен топ на бяло поле f5 · бяла пешка на бяло поле c4 · бял цар на черно поле e3 · бяла пешка на бяло поле a2 · бяла пешка на черно поле b2 · бяла пешка на черно поле f2 · черен топ на черно поле h2 | черен цар на бяло поле c8 · черна пешка на черно поле a7 · бял топ на бяло поле b7 · бял топ на черно поле g7 · черна пешка на черно поле b6 · черна пешка на черно поле c5 · черен топ на бяло поле f5 · бяла пешка на бяло поле c4 · бял цар на черно поле e3 · бяла пешка на бяло поле a2 · бяла пешка на черно поле b2 · бяла пешка на черно поле f2 · черен топ на черно поле h2 | 7 |
| 6 | черен цар на бяло поле c8 · черна пешка на черно поле a7 · бял топ на бяло поле b7 · бял топ на черно поле g7 · черна пешка на черно поле b6 · черна пешка на черно поле c5 · черен топ на бяло поле f5 · бяла пешка на бяло поле c4 · бял цар на черно поле e3 · бяла пешка на бяло поле a2 · бяла пешка на черно поле b2 · бяла пешка на черно поле f2 · черен топ на черно поле h2 | черен цар на бяло поле c8 · черна пешка на черно поле a7 · бял топ на бяло поле b7 · бял топ на черно поле g7 · черна пешка на черно поле b6 · черна пешка на черно поле c5 · черен топ на бяло поле f5 · бяла пешка на бяло поле c4 · бял цар на черно поле e3 · бяла пешка на бяло поле a2 · бяла пешка на черно поле b2 · бяла пешка на черно поле f2 · черен топ на черно поле h2 | черен цар на бяло поле c8 · черна пешка на черно поле a7 · бял топ на бяло поле b7 · бял топ на черно поле g7 · черна пешка на черно поле b6 · черна пешка на черно поле c5 · черен топ на бяло поле f5 · бяла пешка на бяло поле c4 · бял цар на черно поле e3 · бяла пешка на бяло поле a2 · бяла пешка на черно поле b2 · бяла пешка на черно поле f2 · черен топ на черно поле h2 | черен цар на бяло поле c8 · черна пешка на черно поле a7 · бял топ на бяло поле b7 · бял топ на черно поле g7 · черна пешка на черно поле b6 · черна пешка на черно поле c5 · черен топ на бяло поле f5 · бяла пешка на бяло поле c4 · бял цар на черно поле e3 · бяла пешка на бяло поле a2 · бяла пешка на черно поле b2 · бяла пешка на черно поле f2 · черен топ на черно поле h2 | черен цар на бяло поле c8 · черна пешка на черно поле a7 · бял топ на бяло поле b7 · бял топ на черно поле g7 · черна пешка на черно поле b6 · черна пешка на черно поле c5 · черен топ на бяло поле f5 · бяла пешка на бяло поле c4 · бял цар на черно поле e3 · бяла пешка на бяло поле a2 · бяла пешка на черно поле b2 · бяла пешка на черно поле f2 · черен топ на черно поле h2 | черен цар на бяло поле c8 · черна пешка на черно поле a7 · бял топ на бяло поле b7 · бял топ на черно поле g7 · черна пешка на черно поле b6 · черна пешка на черно поле c5 · черен топ на бяло поле f5 · бяла пешка на бяло поле c4 · бял цар на черно поле e3 · бяла пешка на бяло поле a2 · бяла пешка на черно поле b2 · бяла пешка на черно поле f2 · черен топ на черно поле h2 | черен цар на бяло поле c8 · черна пешка на черно поле a7 · бял топ на бяло поле b7 · бял топ на черно поле g7 · черна пешка на черно поле b6 · черна пешка на черно поле c5 · черен топ на бяло поле f5 · бяла пешка на бяло поле c4 · бял цар на черно поле e3 · бяла пешка на бяло поле a2 · бяла пешка на черно поле b2 · бяла пешка на черно поле f2 · черен топ на черно поле h2 | черен цар на бяло поле c8 · черна пешка на черно поле a7 · бял топ на бяло поле b7 · бял топ на черно поле g7 · черна пешка на черно поле b6 · черна пешка на черно поле c5 · черен топ на бяло поле f5 · бяла пешка на бяло поле c4 · бял цар на черно поле e3 · бяла пешка на бяло поле a2 · бяла пешка на черно поле b2 · бяла пешка на черно поле f2 · черен топ на черно поле h2 | 6 |
| 5 | черен цар на бяло поле c8 · черна пешка на черно поле a7 · бял топ на бяло поле b7 · бял топ на черно поле g7 · черна пешка на черно поле b6 · черна пешка на черно поле c5 · черен топ на бяло поле f5 · бяла пешка на бяло поле c4 · бял цар на черно поле e3 · бяла пешка на бяло поле a2 · бяла пешка на черно поле b2 · бяла пешка на черно поле f2 · черен топ на черно поле h2 | черен цар на бяло поле c8 · черна пешка на черно поле a7 · бял топ на бяло поле b7 · бял топ на черно поле g7 · черна пешка на черно поле b6 · черна пешка на черно поле c5 · черен топ на бяло поле f5 · бяла пешка на бяло поле c4 · бял цар на черно поле e3 · бяла пешка на бяло поле a2 · бяла пешка на черно поле b2 · бяла пешка на черно поле f2 · черен топ на черно поле h2 | черен цар на бяло поле c8 · черна пешка на черно поле a7 · бял топ на бяло поле b7 · бял топ на черно поле g7 · черна пешка на черно поле b6 · черна пешка на черно поле c5 · черен топ на бяло поле f5 · бяла пешка на бяло поле c4 · бял цар на черно поле e3 · бяла пешка на бяло поле a2 · бяла пешка на черно поле b2 · бяла пешка на черно поле f2 · черен топ на черно поле h2 | черен цар на бяло поле c8 · черна пешка на черно поле a7 · бял топ на бяло поле b7 · бял топ на черно поле g7 · черна пешка на черно поле b6 · черна пешка на черно поле c5 · черен топ на бяло поле f5 · бяла пешка на бяло поле c4 · бял цар на черно поле e3 · бяла пешка на бяло поле a2 · бяла пешка на черно поле b2 · бяла пешка на черно поле f2 · черен топ на черно поле h2 | черен цар на бяло поле c8 · черна пешка на черно поле a7 · бял топ на бяло поле b7 · бял топ на черно поле g7 · черна пешка на черно поле b6 · черна пешка на черно поле c5 · черен топ на бяло поле f5 · бяла пешка на бяло поле c4 · бял цар на черно поле e3 · бяла пешка на бяло поле a2 · бяла пешка на черно поле b2 · бяла пешка на черно поле f2 · черен топ на черно поле h2 | черен цар на бяло поле c8 · черна пешка на черно поле a7 · бял топ на бяло поле b7 · бял топ на черно поле g7 · черна пешка на черно поле b6 · черна пешка на черно поле c5 · черен топ на бяло поле f5 · бяла пешка на бяло поле c4 · бял цар на черно поле e3 · бяла пешка на бяло поле a2 · бяла пешка на черно поле b2 · бяла пешка на черно поле f2 · черен топ на черно поле h2 | черен цар на бяло поле c8 · черна пешка на черно поле a7 · бял топ на бяло поле b7 · бял топ на черно поле g7 · черна пешка на черно поле b6 · черна пешка на черно поле c5 · черен топ на бяло поле f5 · бяла пешка на бяло поле c4 · бял цар на черно поле e3 · бяла пешка на бяло поле a2 · бяла пешка на черно поле b2 · бяла пешка на черно поле f2 · черен топ на черно поле h2 | черен цар на бяло поле c8 · черна пешка на черно поле a7 · бял топ на бяло поле b7 · бял топ на черно поле g7 · черна пешка на черно поле b6 · черна пешка на черно поле c5 · черен топ на бяло поле f5 · бяла пешка на бяло поле c4 · бял цар на черно поле e3 · бяла пешка на бяло поле a2 · бяла пешка на черно поле b2 · бяла пешка на черно поле f2 · черен топ на черно поле h2 | 5 |
| 4 | черен цар на бяло поле c8 · черна пешка на черно поле a7 · бял топ на бяло поле b7 · бял топ на черно поле g7 · черна пешка на черно поле b6 · черна пешка на черно поле c5 · черен топ на бяло поле f5 · бяла пешка на бяло поле c4 · бял цар на черно поле e3 · бяла пешка на бяло поле a2 · бяла пешка на черно поле b2 · бяла пешка на черно поле f2 · черен топ на черно поле h2 | черен цар на бяло поле c8 · черна пешка на черно поле a7 · бял топ на бяло поле b7 · бял топ на черно поле g7 · черна пешка на черно поле b6 · черна пешка на черно поле c5 · черен топ на бяло поле f5 · бяла пешка на бяло поле c4 · бял цар на черно поле e3 · бяла пешка на бяло поле a2 · бяла пешка на черно поле b2 · бяла пешка на черно поле f2 · черен топ на черно поле h2 | черен цар на бяло поле c8 · черна пешка на черно поле a7 · бял топ на бяло поле b7 · бял топ на черно поле g7 · черна пешка на черно поле b6 · черна пешка на черно поле c5 · черен топ на бяло поле f5 · бяла пешка на бяло поле c4 · бял цар на черно поле e3 · бяла пешка на бяло поле a2 · бяла пешка на черно поле b2 · бяла пешка на черно поле f2 · черен топ на черно поле h2 | черен цар на бяло поле c8 · черна пешка на черно поле a7 · бял топ на бяло поле b7 · бял топ на черно поле g7 · черна пешка на черно поле b6 · черна пешка на черно поле c5 · черен топ на бяло поле f5 · бяла пешка на бяло поле c4 · бял цар на черно поле e3 · бяла пешка на бяло поле a2 · бяла пешка на черно поле b2 · бяла пешка на черно поле f2 · черен топ на черно поле h2 | черен цар на бяло поле c8 · черна пешка на черно поле a7 · бял топ на бяло поле b7 · бял топ на черно поле g7 · черна пешка на черно поле b6 · черна пешка на черно поле c5 · черен топ на бяло поле f5 · бяла пешка на бяло поле c4 · бял цар на черно поле e3 · бяла пешка на бяло поле a2 · бяла пешка на черно поле b2 · бяла пешка на черно поле f2 · черен топ на черно поле h2 | черен цар на бяло поле c8 · черна пешка на черно поле a7 · бял топ на бяло поле b7 · бял топ на черно поле g7 · черна пешка на черно поле b6 · черна пешка на черно поле c5 · черен топ на бяло поле f5 · бяла пешка на бяло поле c4 · бял цар на черно поле e3 · бяла пешка на бяло поле a2 · бяла пешка на черно поле b2 · бяла пешка на черно поле f2 · черен топ на черно поле h2 | черен цар на бяло поле c8 · черна пешка на черно поле a7 · бял топ на бяло поле b7 · бял топ на черно поле g7 · черна пешка на черно поле b6 · черна пешка на черно поле c5 · черен топ на бяло поле f5 · бяла пешка на бяло поле c4 · бял цар на черно поле e3 · бяла пешка на бяло поле a2 · бяла пешка на черно поле b2 · бяла пешка на черно поле f2 · черен топ на черно поле h2 | черен цар на бяло поле c8 · черна пешка на черно поле a7 · бял топ на бяло поле b7 · бял топ на черно поле g7 · черна пешка на черно поле b6 · черна пешка на черно поле c5 · черен топ на бяло поле f5 · бяла пешка на бяло поле c4 · бял цар на черно поле e3 · бяла пешка на бяло поле a2 · бяла пешка на черно поле b2 · бяла пешка на черно поле f2 · черен топ на черно поле h2 | 4 |
| 3 | черен цар на бяло поле c8 · черна пешка на черно поле a7 · бял топ на бяло поле b7 · бял топ на черно поле g7 · черна пешка на черно поле b6 · черна пешка на черно поле c5 · черен топ на бяло поле f5 · бяла пешка на бяло поле c4 · бял цар на черно поле e3 · бяла пешка на бяло поле a2 · бяла пешка на черно поле b2 · бяла пешка на черно поле f2 · черен топ на черно поле h2 | черен цар на бяло поле c8 · черна пешка на черно поле a7 · бял топ на бяло поле b7 · бял топ на черно поле g7 · черна пешка на черно поле b6 · черна пешка на черно поле c5 · черен топ на бяло поле f5 · бяла пешка на бяло поле c4 · бял цар на черно поле e3 · бяла пешка на бяло поле a2 · бяла пешка на черно поле b2 · бяла пешка на черно поле f2 · черен топ на черно поле h2 | черен цар на бяло поле c8 · черна пешка на черно поле a7 · бял топ на бяло поле b7 · бял топ на черно поле g7 · черна пешка на черно поле b6 · черна пешка на черно поле c5 · черен топ на бяло поле f5 · бяла пешка на бяло поле c4 · бял цар на черно поле e3 · бяла пешка на бяло поле a2 · бяла пешка на черно поле b2 · бяла пешка на черно поле f2 · черен топ на черно поле h2 | черен цар на бяло поле c8 · черна пешка на черно поле a7 · бял топ на бяло поле b7 · бял топ на черно поле g7 · черна пешка на черно поле b6 · черна пешка на черно поле c5 · черен топ на бяло поле f5 · бяла пешка на бяло поле c4 · бял цар на черно поле e3 · бяла пешка на бяло поле a2 · бяла пешка на черно поле b2 · бяла пешка на черно поле f2 · черен топ на черно поле h2 | черен цар на бяло поле c8 · черна пешка на черно поле a7 · бял топ на бяло поле b7 · бял топ на черно поле g7 · черна пешка на черно поле b6 · черна пешка на черно поле c5 · черен топ на бяло поле f5 · бяла пешка на бяло поле c4 · бял цар на черно поле e3 · бяла пешка на бяло поле a2 · бяла пешка на черно поле b2 · бяла пешка на черно поле f2 · черен топ на черно поле h2 | черен цар на бяло поле c8 · черна пешка на черно поле a7 · бял топ на бяло поле b7 · бял топ на черно поле g7 · черна пешка на черно поле b6 · черна пешка на черно поле c5 · черен топ на бяло поле f5 · бяла пешка на бяло поле c4 · бял цар на черно поле e3 · бяла пешка на бяло поле a2 · бяла пешка на черно поле b2 · бяла пешка на черно поле f2 · черен топ на черно поле h2 | черен цар на бяло поле c8 · черна пешка на черно поле a7 · бял топ на бяло поле b7 · бял топ на черно поле g7 · черна пешка на черно поле b6 · черна пешка на черно поле c5 · черен топ на бяло поле f5 · бяла пешка на бяло поле c4 · бял цар на черно поле e3 · бяла пешка на бяло поле a2 · бяла пешка на черно поле b2 · бяла пешка на черно поле f2 · черен топ на черно поле h2 | черен цар на бяло поле c8 · черна пешка на черно поле a7 · бял топ на бяло поле b7 · бял топ на черно поле g7 · черна пешка на черно поле b6 · черна пешка на черно поле c5 · черен топ на бяло поле f5 · бяла пешка на бяло поле c4 · бял цар на черно поле e3 · бяла пешка на бяло поле a2 · бяла пешка на черно поле b2 · бяла пешка на черно поле f2 · черен топ на черно поле h2 | 3 |
| 2 | черен цар на бяло поле c8 · черна пешка на черно поле a7 · бял топ на бяло поле b7 · бял топ на черно поле g7 · черна пешка на черно поле b6 · черна пешка на черно поле c5 · черен топ на бяло поле f5 · бяла пешка на бяло поле c4 · бял цар на черно поле e3 · бяла пешка на бяло поле a2 · бяла пешка на черно поле b2 · бяла пешка на черно поле f2 · черен топ на черно поле h2 | черен цар на бяло поле c8 · черна пешка на черно поле a7 · бял топ на бяло поле b7 · бял топ на черно поле g7 · черна пешка на черно поле b6 · черна пешка на черно поле c5 · черен топ на бяло поле f5 · бяла пешка на бяло поле c4 · бял цар на черно поле e3 · бяла пешка на бяло поле a2 · бяла пешка на черно поле b2 · бяла пешка на черно поле f2 · черен топ на черно поле h2 | черен цар на бяло поле c8 · черна пешка на черно поле a7 · бял топ на бяло поле b7 · бял топ на черно поле g7 · черна пешка на черно поле b6 · черна пешка на черно поле c5 · черен топ на бяло поле f5 · бяла пешка на бяло поле c4 · бял цар на черно поле e3 · бяла пешка на бяло поле a2 · бяла пешка на черно поле b2 · бяла пешка на черно поле f2 · черен топ на черно поле h2 | черен цар на бяло поле c8 · черна пешка на черно поле a7 · бял топ на бяло поле b7 · бял топ на черно поле g7 · черна пешка на черно поле b6 · черна пешка на черно поле c5 · черен топ на бяло поле f5 · бяла пешка на бяло поле c4 · бял цар на черно поле e3 · бяла пешка на бяло поле a2 · бяла пешка на черно поле b2 · бяла пешка на черно поле f2 · черен топ на черно поле h2 | черен цар на бяло поле c8 · черна пешка на черно поле a7 · бял топ на бяло поле b7 · бял топ на черно поле g7 · черна пешка на черно поле b6 · черна пешка на черно поле c5 · черен топ на бяло поле f5 · бяла пешка на бяло поле c4 · бял цар на черно поле e3 · бяла пешка на бяло поле a2 · бяла пешка на черно поле b2 · бяла пешка на черно поле f2 · черен топ на черно поле h2 | черен цар на бяло поле c8 · черна пешка на черно поле a7 · бял топ на бяло поле b7 · бял топ на черно поле g7 · черна пешка на черно поле b6 · черна пешка на черно поле c5 · черен топ на бяло поле f5 · бяла пешка на бяло поле c4 · бял цар на черно поле e3 · бяла пешка на бяло поле a2 · бяла пешка на черно поле b2 · бяла пешка на черно поле f2 · черен топ на черно поле h2 | черен цар на бяло поле c8 · черна пешка на черно поле a7 · бял топ на бяло поле b7 · бял топ на черно поле g7 · черна пешка на черно поле b6 · черна пешка на черно поле c5 · черен топ на бяло поле f5 · бяла пешка на бяло поле c4 · бял цар на черно поле e3 · бяла пешка на бяло поле a2 · бяла пешка на черно поле b2 · бяла пешка на черно поле f2 · черен топ на черно поле h2 | черен цар на бяло поле c8 · черна пешка на черно поле a7 · бял топ на бяло поле b7 · бял топ на черно поле g7 · черна пешка на черно поле b6 · черна пешка на черно поле c5 · черен топ на бяло поле f5 · бяла пешка на бяло поле c4 · бял цар на черно поле e3 · бяла пешка на бяло поле a2 · бяла пешка на черно поле b2 · бяла пешка на черно поле f2 · черен топ на черно поле h2 | 2 |
| 1 | черен цар на бяло поле c8 · черна пешка на черно поле a7 · бял топ на бяло поле b7 · бял топ на черно поле g7 · черна пешка на черно поле b6 · черна пешка на черно поле c5 · черен топ на бяло поле f5 · бяла пешка на бяло поле c4 · бял цар на черно поле e3 · бяла пешка на бяло поле a2 · бяла пешка на черно поле b2 · бяла пешка на черно поле f2 · черен топ на черно поле h2 | черен цар на бяло поле c8 · черна пешка на черно поле a7 · бял топ на бяло поле b7 · бял топ на черно поле g7 · черна пешка на черно поле b6 · черна пешка на черно поле c5 · черен топ на бяло поле f5 · бяла пешка на бяло поле c4 · бял цар на черно поле e3 · бяла пешка на бяло поле a2 · бяла пешка на черно поле b2 · бяла пешка на черно поле f2 · черен топ на черно поле h2 | черен цар на бяло поле c8 · черна пешка на черно поле a7 · бял топ на бяло поле b7 · бял топ на черно поле g7 · черна пешка на черно поле b6 · черна пешка на черно поле c5 · черен топ на бяло поле f5 · бяла пешка на бяло поле c4 · бял цар на черно поле e3 · бяла пешка на бяло поле a2 · бяла пешка на черно поле b2 · бяла пешка на черно поле f2 · черен топ на черно поле h2 | черен цар на бяло поле c8 · черна пешка на черно поле a7 · бял топ на бяло поле b7 · бял топ на черно поле g7 · черна пешка на черно поле b6 · черна пешка на черно поле c5 · черен топ на бяло поле f5 · бяла пешка на бяло поле c4 · бял цар на черно поле e3 · бяла пешка на бяло поле a2 · бяла пешка на черно поле b2 · бяла пешка на черно поле f2 · черен топ на черно поле h2 | черен цар на бяло поле c8 · черна пешка на черно поле a7 · бял топ на бяло поле b7 · бял топ на черно поле g7 · черна пешка на черно поле b6 · черна пешка на черно поле c5 · черен топ на бяло поле f5 · бяла пешка на бяло поле c4 · бял цар на черно поле e3 · бяла пешка на бяло поле a2 · бяла пешка на черно поле b2 · бяла пешка на черно поле f2 · черен топ на черно поле h2 | черен цар на бяло поле c8 · черна пешка на черно поле a7 · бял топ на бяло поле b7 · бял топ на черно поле g7 · черна пешка на черно поле b6 · черна пешка на черно поле c5 · черен топ на бяло поле f5 · бяла пешка на бяло поле c4 · бял цар на черно поле e3 · бяла пешка на бяло поле a2 · бяла пешка на черно поле b2 · бяла пешка на черно поле f2 · черен топ на черно поле h2 | черен цар на бяло поле c8 · черна пешка на черно поле a7 · бял топ на бяло поле b7 · бял топ на черно поле g7 · черна пешка на черно поле b6 · черна пешка на черно поле c5 · черен топ на бяло поле f5 · бяла пешка на бяло поле c4 · бял цар на черно поле e3 · бяла пешка на бяло поле a2 · бяла пешка на черно поле b2 · бяла пешка на черно поле f2 · черен топ на черно поле h2 | черен цар на бяло поле c8 · черна пешка на черно поле a7 · бял топ на бяло поле b7 · бял топ на черно поле g7 · черна пешка на черно поле b6 · черна пешка на черно поле c5 · черен топ на бяло поле f5 · бяла пешка на бяло поле c4 · бял цар на черно поле e3 · бяла пешка на бяло поле a2 · бяла пешка на черно поле b2 · бяла пешка на черно поле f2 · черен топ на черно поле h2 | 1 |
|   | a | b | c | d | e | f | g | h |   |

През 1994 г. преживява скандална загуба срещу световния шампион Гари Каспаров, който след 5 години достига най-високото ЕЛО в историята дотогава (2851). Каспаров изиграва слаб ход и след това си го връща. По правилата, когато играч пипне фигура, трябва да я премести, така че Каспаров не е имал право да играе хода, който е изиграл. Както и да е, Полгар не е протестирала, защото няма свидетели и съдията не е бил наблизо. Тя не забелязва, че другият ход е бил записан на касета. След много загуби, Юдит все пак печели срещу Каспаров на ускорен шах през 2002 г.
През ноември 1995 г. Юдит Полгар е номер 10 в ранглистата на ФИДЕ с ЕЛО 2676. Тя е първата жена достигнала до световния топ 10.
През 2003 г. Полгар постига чисто второ място в турнира 19 категория „Корус“ във Вайк ан Зее, Холандия, с почти равен актив с двама световни шампиони – точка зад бъдещия Вишванатан Ананд, и точка пред тогавашния Владимир Крамник.
|   | a | b | c | d | e | f | g | h |   |
| 8 | черен цар на бяло поле g8 · черен офицер на черно поле g7 · черна пешка на бяло поле h7 · черна пешка на черно поле f6 · черна дама на черно поле h6 · черна пешка на черно поле a5 · черен топ на бяло поле f5 · черна пешка на черно поле b4 · черна пешка на бяло поле e4 · бяла пешка на черно поле f4 · бяла пешка на бяло поле b3 · бял офицер на черно поле e3 · бяла пешка на бяло поле a2 · бяла пешка на бяло поле c2 · бяла дама на бяло поле g2 · бяла пешка на черно поле h2 · бял цар на черно поле c1 · бял топ на бяло поле d1 | черен цар на бяло поле g8 · черен офицер на черно поле g7 · черна пешка на бяло поле h7 · черна пешка на черно поле f6 · черна дама на черно поле h6 · черна пешка на черно поле a5 · черен топ на бяло поле f5 · черна пешка на черно поле b4 · черна пешка на бяло поле e4 · бяла пешка на черно поле f4 · бяла пешка на бяло поле b3 · бял офицер на черно поле e3 · бяла пешка на бяло поле a2 · бяла пешка на бяло поле c2 · бяла дама на бяло поле g2 · бяла пешка на черно поле h2 · бял цар на черно поле c1 · бял топ на бяло поле d1 | черен цар на бяло поле g8 · черен офицер на черно поле g7 · черна пешка на бяло поле h7 · черна пешка на черно поле f6 · черна дама на черно поле h6 · черна пешка на черно поле a5 · черен топ на бяло поле f5 · черна пешка на черно поле b4 · черна пешка на бяло поле e4 · бяла пешка на черно поле f4 · бяла пешка на бяло поле b3 · бял офицер на черно поле e3 · бяла пешка на бяло поле a2 · бяла пешка на бяло поле c2 · бяла дама на бяло поле g2 · бяла пешка на черно поле h2 · бял цар на черно поле c1 · бял топ на бяло поле d1 | черен цар на бяло поле g8 · черен офицер на черно поле g7 · черна пешка на бяло поле h7 · черна пешка на черно поле f6 · черна дама на черно поле h6 · черна пешка на черно поле a5 · черен топ на бяло поле f5 · черна пешка на черно поле b4 · черна пешка на бяло поле e4 · бяла пешка на черно поле f4 · бяла пешка на бяло поле b3 · бял офицер на черно поле e3 · бяла пешка на бяло поле a2 · бяла пешка на бяло поле c2 · бяла дама на бяло поле g2 · бяла пешка на черно поле h2 · бял цар на черно поле c1 · бял топ на бяло поле d1 | черен цар на бяло поле g8 · черен офицер на черно поле g7 · черна пешка на бяло поле h7 · черна пешка на черно поле f6 · черна дама на черно поле h6 · черна пешка на черно поле a5 · черен топ на бяло поле f5 · черна пешка на черно поле b4 · черна пешка на бяло поле e4 · бяла пешка на черно поле f4 · бяла пешка на бяло поле b3 · бял офицер на черно поле e3 · бяла пешка на бяло поле a2 · бяла пешка на бяло поле c2 · бяла дама на бяло поле g2 · бяла пешка на черно поле h2 · бял цар на черно поле c1 · бял топ на бяло поле d1 | черен цар на бяло поле g8 · черен офицер на черно поле g7 · черна пешка на бяло поле h7 · черна пешка на черно поле f6 · черна дама на черно поле h6 · черна пешка на черно поле a5 · черен топ на бяло поле f5 · черна пешка на черно поле b4 · черна пешка на бяло поле e4 · бяла пешка на черно поле f4 · бяла пешка на бяло поле b3 · бял офицер на черно поле e3 · бяла пешка на бяло поле a2 · бяла пешка на бяло поле c2 · бяла дама на бяло поле g2 · бяла пешка на черно поле h2 · бял цар на черно поле c1 · бял топ на бяло поле d1 | черен цар на бяло поле g8 · черен офицер на черно поле g7 · черна пешка на бяло поле h7 · черна пешка на черно поле f6 · черна дама на черно поле h6 · черна пешка на черно поле a5 · черен топ на бяло поле f5 · черна пешка на черно поле b4 · черна пешка на бяло поле e4 · бяла пешка на черно поле f4 · бяла пешка на бяло поле b3 · бял офицер на черно поле e3 · бяла пешка на бяло поле a2 · бяла пешка на бяло поле c2 · бяла дама на бяло поле g2 · бяла пешка на черно поле h2 · бял цар на черно поле c1 · бял топ на бяло поле d1 | черен цар на бяло поле g8 · черен офицер на черно поле g7 · черна пешка на бяло поле h7 · черна пешка на черно поле f6 · черна дама на черно поле h6 · черна пешка на черно поле a5 · черен топ на бяло поле f5 · черна пешка на черно поле b4 · черна пешка на бяло поле e4 · бяла пешка на черно поле f4 · бяла пешка на бяло поле b3 · бял офицер на черно поле e3 · бяла пешка на бяло поле a2 · бяла пешка на бяло поле c2 · бяла дама на бяло поле g2 · бяла пешка на черно поле h2 · бял цар на черно поле c1 · бял топ на бяло поле d1 | 8 |
| 7 | черен цар на бяло поле g8 · черен офицер на черно поле g7 · черна пешка на бяло поле h7 · черна пешка на черно поле f6 · черна дама на черно поле h6 · черна пешка на черно поле a5 · черен топ на бяло поле f5 · черна пешка на черно поле b4 · черна пешка на бяло поле e4 · бяла пешка на черно поле f4 · бяла пешка на бяло поле b3 · бял офицер на черно поле e3 · бяла пешка на бяло поле a2 · бяла пешка на бяло поле c2 · бяла дама на бяло поле g2 · бяла пешка на черно поле h2 · бял цар на черно поле c1 · бял топ на бяло поле d1 | черен цар на бяло поле g8 · черен офицер на черно поле g7 · черна пешка на бяло поле h7 · черна пешка на черно поле f6 · черна дама на черно поле h6 · черна пешка на черно поле a5 · черен топ на бяло поле f5 · черна пешка на черно поле b4 · черна пешка на бяло поле e4 · бяла пешка на черно поле f4 · бяла пешка на бяло поле b3 · бял офицер на черно поле e3 · бяла пешка на бяло поле a2 · бяла пешка на бяло поле c2 · бяла дама на бяло поле g2 · бяла пешка на черно поле h2 · бял цар на черно поле c1 · бял топ на бяло поле d1 | черен цар на бяло поле g8 · черен офицер на черно поле g7 · черна пешка на бяло поле h7 · черна пешка на черно поле f6 · черна дама на черно поле h6 · черна пешка на черно поле a5 · черен топ на бяло поле f5 · черна пешка на черно поле b4 · черна пешка на бяло поле e4 · бяла пешка на черно поле f4 · бяла пешка на бяло поле b3 · бял офицер на черно поле e3 · бяла пешка на бяло поле a2 · бяла пешка на бяло поле c2 · бяла дама на бяло поле g2 · бяла пешка на черно поле h2 · бял цар на черно поле c1 · бял топ на бяло поле d1 | черен цар на бяло поле g8 · черен офицер на черно поле g7 · черна пешка на бяло поле h7 · черна пешка на черно поле f6 · черна дама на черно поле h6 · черна пешка на черно поле a5 · черен топ на бяло поле f5 · черна пешка на черно поле b4 · черна пешка на бяло поле e4 · бяла пешка на черно поле f4 · бяла пешка на бяло поле b3 · бял офицер на черно поле e3 · бяла пешка на бяло поле a2 · бяла пешка на бяло поле c2 · бяла дама на бяло поле g2 · бяла пешка на черно поле h2 · бял цар на черно поле c1 · бял топ на бяло поле d1 | черен цар на бяло поле g8 · черен офицер на черно поле g7 · черна пешка на бяло поле h7 · черна пешка на черно поле f6 · черна дама на черно поле h6 · черна пешка на черно поле a5 · черен топ на бяло поле f5 · черна пешка на черно поле b4 · черна пешка на бяло поле e4 · бяла пешка на черно поле f4 · бяла пешка на бяло поле b3 · бял офицер на черно поле e3 · бяла пешка на бяло поле a2 · бяла пешка на бяло поле c2 · бяла дама на бяло поле g2 · бяла пешка на черно поле h2 · бял цар на черно поле c1 · бял топ на бяло поле d1 | черен цар на бяло поле g8 · черен офицер на черно поле g7 · черна пешка на бяло поле h7 · черна пешка на черно поле f6 · черна дама на черно поле h6 · черна пешка на черно поле a5 · черен топ на бяло поле f5 · черна пешка на черно поле b4 · черна пешка на бяло поле e4 · бяла пешка на черно поле f4 · бяла пешка на бяло поле b3 · бял офицер на черно поле e3 · бяла пешка на бяло поле a2 · бяла пешка на бяло поле c2 · бяла дама на бяло поле g2 · бяла пешка на черно поле h2 · бял цар на черно поле c1 · бял топ на бяло поле d1 | черен цар на бяло поле g8 · черен офицер на черно поле g7 · черна пешка на бяло поле h7 · черна пешка на черно поле f6 · черна дама на черно поле h6 · черна пешка на черно поле a5 · черен топ на бяло поле f5 · черна пешка на черно поле b4 · черна пешка на бяло поле e4 · бяла пешка на черно поле f4 · бяла пешка на бяло поле b3 · бял офицер на черно поле e3 · бяла пешка на бяло поле a2 · бяла пешка на бяло поле c2 · бяла дама на бяло поле g2 · бяла пешка на черно поле h2 · бял цар на черно поле c1 · бял топ на бяло поле d1 | черен цар на бяло поле g8 · черен офицер на черно поле g7 · черна пешка на бяло поле h7 · черна пешка на черно поле f6 · черна дама на черно поле h6 · черна пешка на черно поле a5 · черен топ на бяло поле f5 · черна пешка на черно поле b4 · черна пешка на бяло поле e4 · бяла пешка на черно поле f4 · бяла пешка на бяло поле b3 · бял офицер на черно поле e3 · бяла пешка на бяло поле a2 · бяла пешка на бяло поле c2 · бяла дама на бяло поле g2 · бяла пешка на черно поле h2 · бял цар на черно поле c1 · бял топ на бяло поле d1 | 7 |
| 6 | черен цар на бяло поле g8 · черен офицер на черно поле g7 · черна пешка на бяло поле h7 · черна пешка на черно поле f6 · черна дама на черно поле h6 · черна пешка на черно поле a5 · черен топ на бяло поле f5 · черна пешка на черно поле b4 · черна пешка на бяло поле e4 · бяла пешка на черно поле f4 · бяла пешка на бяло поле b3 · бял офицер на черно поле e3 · бяла пешка на бяло поле a2 · бяла пешка на бяло поле c2 · бяла дама на бяло поле g2 · бяла пешка на черно поле h2 · бял цар на черно поле c1 · бял топ на бяло поле d1 | черен цар на бяло поле g8 · черен офицер на черно поле g7 · черна пешка на бяло поле h7 · черна пешка на черно поле f6 · черна дама на черно поле h6 · черна пешка на черно поле a5 · черен топ на бяло поле f5 · черна пешка на черно поле b4 · черна пешка на бяло поле e4 · бяла пешка на черно поле f4 · бяла пешка на бяло поле b3 · бял офицер на черно поле e3 · бяла пешка на бяло поле a2 · бяла пешка на бяло поле c2 · бяла дама на бяло поле g2 · бяла пешка на черно поле h2 · бял цар на черно поле c1 · бял топ на бяло поле d1 | черен цар на бяло поле g8 · черен офицер на черно поле g7 · черна пешка на бяло поле h7 · черна пешка на черно поле f6 · черна дама на черно поле h6 · черна пешка на черно поле a5 · черен топ на бяло поле f5 · черна пешка на черно поле b4 · черна пешка на бяло поле e4 · бяла пешка на черно поле f4 · бяла пешка на бяло поле b3 · бял офицер на черно поле e3 · бяла пешка на бяло поле a2 · бяла пешка на бяло поле c2 · бяла дама на бяло поле g2 · бяла пешка на черно поле h2 · бял цар на черно поле c1 · бял топ на бяло поле d1 | черен цар на бяло поле g8 · черен офицер на черно поле g7 · черна пешка на бяло поле h7 · черна пешка на черно поле f6 · черна дама на черно поле h6 · черна пешка на черно поле a5 · черен топ на бяло поле f5 · черна пешка на черно поле b4 · черна пешка на бяло поле e4 · бяла пешка на черно поле f4 · бяла пешка на бяло поле b3 · бял офицер на черно поле e3 · бяла пешка на бяло поле a2 · бяла пешка на бяло поле c2 · бяла дама на бяло поле g2 · бяла пешка на черно поле h2 · бял цар на черно поле c1 · бял топ на бяло поле d1 | черен цар на бяло поле g8 · черен офицер на черно поле g7 · черна пешка на бяло поле h7 · черна пешка на черно поле f6 · черна дама на черно поле h6 · черна пешка на черно поле a5 · черен топ на бяло поле f5 · черна пешка на черно поле b4 · черна пешка на бяло поле e4 · бяла пешка на черно поле f4 · бяла пешка на бяло поле b3 · бял офицер на черно поле e3 · бяла пешка на бяло поле a2 · бяла пешка на бяло поле c2 · бяла дама на бяло поле g2 · бяла пешка на черно поле h2 · бял цар на черно поле c1 · бял топ на бяло поле d1 | черен цар на бяло поле g8 · черен офицер на черно поле g7 · черна пешка на бяло поле h7 · черна пешка на черно поле f6 · черна дама на черно поле h6 · черна пешка на черно поле a5 · черен топ на бяло поле f5 · черна пешка на черно поле b4 · черна пешка на бяло поле e4 · бяла пешка на черно поле f4 · бяла пешка на бяло поле b3 · бял офицер на черно поле e3 · бяла пешка на бяло поле a2 · бяла пешка на бяло поле c2 · бяла дама на бяло поле g2 · бяла пешка на черно поле h2 · бял цар на черно поле c1 · бял топ на бяло поле d1 | черен цар на бяло поле g8 · черен офицер на черно поле g7 · черна пешка на бяло поле h7 · черна пешка на черно поле f6 · черна дама на черно поле h6 · черна пешка на черно поле a5 · черен топ на бяло поле f5 · черна пешка на черно поле b4 · черна пешка на бяло поле e4 · бяла пешка на черно поле f4 · бяла пешка на бяло поле b3 · бял офицер на черно поле e3 · бяла пешка на бяло поле a2 · бяла пешка на бяло поле c2 · бяла дама на бяло поле g2 · бяла пешка на черно поле h2 · бял цар на черно поле c1 · бял топ на бяло поле d1 | черен цар на бяло поле g8 · черен офицер на черно поле g7 · черна пешка на бяло поле h7 · черна пешка на черно поле f6 · черна дама на черно поле h6 · черна пешка на черно поле a5 · черен топ на бяло поле f5 · черна пешка на черно поле b4 · черна пешка на бяло поле e4 · бяла пешка на черно поле f4 · бяла пешка на бяло поле b3 · бял офицер на черно поле e3 · бяла пешка на бяло поле a2 · бяла пешка на бяло поле c2 · бяла дама на бяло поле g2 · бяла пешка на черно поле h2 · бял цар на черно поле c1 · бял топ на бяло поле d1 | 6 |
| 5 | черен цар на бяло поле g8 · черен офицер на черно поле g7 · черна пешка на бяло поле h7 · черна пешка на черно поле f6 · черна дама на черно поле h6 · черна пешка на черно поле a5 · черен топ на бяло поле f5 · черна пешка на черно поле b4 · черна пешка на бяло поле e4 · бяла пешка на черно поле f4 · бяла пешка на бяло поле b3 · бял офицер на черно поле e3 · бяла пешка на бяло поле a2 · бяла пешка на бяло поле c2 · бяла дама на бяло поле g2 · бяла пешка на черно поле h2 · бял цар на черно поле c1 · бял топ на бяло поле d1 | черен цар на бяло поле g8 · черен офицер на черно поле g7 · черна пешка на бяло поле h7 · черна пешка на черно поле f6 · черна дама на черно поле h6 · черна пешка на черно поле a5 · черен топ на бяло поле f5 · черна пешка на черно поле b4 · черна пешка на бяло поле e4 · бяла пешка на черно поле f4 · бяла пешка на бяло поле b3 · бял офицер на черно поле e3 · бяла пешка на бяло поле a2 · бяла пешка на бяло поле c2 · бяла дама на бяло поле g2 · бяла пешка на черно поле h2 · бял цар на черно поле c1 · бял топ на бяло поле d1 | черен цар на бяло поле g8 · черен офицер на черно поле g7 · черна пешка на бяло поле h7 · черна пешка на черно поле f6 · черна дама на черно поле h6 · черна пешка на черно поле a5 · черен топ на бяло поле f5 · черна пешка на черно поле b4 · черна пешка на бяло поле e4 · бяла пешка на черно поле f4 · бяла пешка на бяло поле b3 · бял офицер на черно поле e3 · бяла пешка на бяло поле a2 · бяла пешка на бяло поле c2 · бяла дама на бяло поле g2 · бяла пешка на черно поле h2 · бял цар на черно поле c1 · бял топ на бяло поле d1 | черен цар на бяло поле g8 · черен офицер на черно поле g7 · черна пешка на бяло поле h7 · черна пешка на черно поле f6 · черна дама на черно поле h6 · черна пешка на черно поле a5 · черен топ на бяло поле f5 · черна пешка на черно поле b4 · черна пешка на бяло поле e4 · бяла пешка на черно поле f4 · бяла пешка на бяло поле b3 · бял офицер на черно поле e3 · бяла пешка на бяло поле a2 · бяла пешка на бяло поле c2 · бяла дама на бяло поле g2 · бяла пешка на черно поле h2 · бял цар на черно поле c1 · бял топ на бяло поле d1 | черен цар на бяло поле g8 · черен офицер на черно поле g7 · черна пешка на бяло поле h7 · черна пешка на черно поле f6 · черна дама на черно поле h6 · черна пешка на черно поле a5 · черен топ на бяло поле f5 · черна пешка на черно поле b4 · черна пешка на бяло поле e4 · бяла пешка на черно поле f4 · бяла пешка на бяло поле b3 · бял офицер на черно поле e3 · бяла пешка на бяло поле a2 · бяла пешка на бяло поле c2 · бяла дама на бяло поле g2 · бяла пешка на черно поле h2 · бял цар на черно поле c1 · бял топ на бяло поле d1 | черен цар на бяло поле g8 · черен офицер на черно поле g7 · черна пешка на бяло поле h7 · черна пешка на черно поле f6 · черна дама на черно поле h6 · черна пешка на черно поле a5 · черен топ на бяло поле f5 · черна пешка на черно поле b4 · черна пешка на бяло поле e4 · бяла пешка на черно поле f4 · бяла пешка на бяло поле b3 · бял офицер на черно поле e3 · бяла пешка на бяло поле a2 · бяла пешка на бяло поле c2 · бяла дама на бяло поле g2 · бяла пешка на черно поле h2 · бял цар на черно поле c1 · бял топ на бяло поле d1 | черен цар на бяло поле g8 · черен офицер на черно поле g7 · черна пешка на бяло поле h7 · черна пешка на черно поле f6 · черна дама на черно поле h6 · черна пешка на черно поле a5 · черен топ на бяло поле f5 · черна пешка на черно поле b4 · черна пешка на бяло поле e4 · бяла пешка на черно поле f4 · бяла пешка на бяло поле b3 · бял офицер на черно поле e3 · бяла пешка на бяло поле a2 · бяла пешка на бяло поле c2 · бяла дама на бяло поле g2 · бяла пешка на черно поле h2 · бял цар на черно поле c1 · бял топ на бяло поле d1 | черен цар на бяло поле g8 · черен офицер на черно поле g7 · черна пешка на бяло поле h7 · черна пешка на черно поле f6 · черна дама на черно поле h6 · черна пешка на черно поле a5 · черен топ на бяло поле f5 · черна пешка на черно поле b4 · черна пешка на бяло поле e4 · бяла пешка на черно поле f4 · бяла пешка на бяло поле b3 · бял офицер на черно поле e3 · бяла пешка на бяло поле a2 · бяла пешка на бяло поле c2 · бяла дама на бяло поле g2 · бяла пешка на черно поле h2 · бял цар на черно поле c1 · бял топ на бяло поле d1 | 5 |
| 4 | черен цар на бяло поле g8 · черен офицер на черно поле g7 · черна пешка на бяло поле h7 · черна пешка на черно поле f6 · черна дама на черно поле h6 · черна пешка на черно поле a5 · черен топ на бяло поле f5 · черна пешка на черно поле b4 · черна пешка на бяло поле e4 · бяла пешка на черно поле f4 · бяла пешка на бяло поле b3 · бял офицер на черно поле e3 · бяла пешка на бяло поле a2 · бяла пешка на бяло поле c2 · бяла дама на бяло поле g2 · бяла пешка на черно поле h2 · бял цар на черно поле c1 · бял топ на бяло поле d1 | черен цар на бяло поле g8 · черен офицер на черно поле g7 · черна пешка на бяло поле h7 · черна пешка на черно поле f6 · черна дама на черно поле h6 · черна пешка на черно поле a5 · черен топ на бяло поле f5 · черна пешка на черно поле b4 · черна пешка на бяло поле e4 · бяла пешка на черно поле f4 · бяла пешка на бяло поле b3 · бял офицер на черно поле e3 · бяла пешка на бяло поле a2 · бяла пешка на бяло поле c2 · бяла дама на бяло поле g2 · бяла пешка на черно поле h2 · бял цар на черно поле c1 · бял топ на бяло поле d1 | черен цар на бяло поле g8 · черен офицер на черно поле g7 · черна пешка на бяло поле h7 · черна пешка на черно поле f6 · черна дама на черно поле h6 · черна пешка на черно поле a5 · черен топ на бяло поле f5 · черна пешка на черно поле b4 · черна пешка на бяло поле e4 · бяла пешка на черно поле f4 · бяла пешка на бяло поле b3 · бял офицер на черно поле e3 · бяла пешка на бяло поле a2 · бяла пешка на бяло поле c2 · бяла дама на бяло поле g2 · бяла пешка на черно поле h2 · бял цар на черно поле c1 · бял топ на бяло поле d1 | черен цар на бяло поле g8 · черен офицер на черно поле g7 · черна пешка на бяло поле h7 · черна пешка на черно поле f6 · черна дама на черно поле h6 · черна пешка на черно поле a5 · черен топ на бяло поле f5 · черна пешка на черно поле b4 · черна пешка на бяло поле e4 · бяла пешка на черно поле f4 · бяла пешка на бяло поле b3 · бял офицер на черно поле e3 · бяла пешка на бяло поле a2 · бяла пешка на бяло поле c2 · бяла дама на бяло поле g2 · бяла пешка на черно поле h2 · бял цар на черно поле c1 · бял топ на бяло поле d1 | черен цар на бяло поле g8 · черен офицер на черно поле g7 · черна пешка на бяло поле h7 · черна пешка на черно поле f6 · черна дама на черно поле h6 · черна пешка на черно поле a5 · черен топ на бяло поле f5 · черна пешка на черно поле b4 · черна пешка на бяло поле e4 · бяла пешка на черно поле f4 · бяла пешка на бяло поле b3 · бял офицер на черно поле e3 · бяла пешка на бяло поле a2 · бяла пешка на бяло поле c2 · бяла дама на бяло поле g2 · бяла пешка на черно поле h2 · бял цар на черно поле c1 · бял топ на бяло поле d1 | черен цар на бяло поле g8 · черен офицер на черно поле g7 · черна пешка на бяло поле h7 · черна пешка на черно поле f6 · черна дама на черно поле h6 · черна пешка на черно поле a5 · черен топ на бяло поле f5 · черна пешка на черно поле b4 · черна пешка на бяло поле e4 · бяла пешка на черно поле f4 · бяла пешка на бяло поле b3 · бял офицер на черно поле e3 · бяла пешка на бяло поле a2 · бяла пешка на бяло поле c2 · бяла дама на бяло поле g2 · бяла пешка на черно поле h2 · бял цар на черно поле c1 · бял топ на бяло поле d1 | черен цар на бяло поле g8 · черен офицер на черно поле g7 · черна пешка на бяло поле h7 · черна пешка на черно поле f6 · черна дама на черно поле h6 · черна пешка на черно поле a5 · черен топ на бяло поле f5 · черна пешка на черно поле b4 · черна пешка на бяло поле e4 · бяла пешка на черно поле f4 · бяла пешка на бяло поле b3 · бял офицер на черно поле e3 · бяла пешка на бяло поле a2 · бяла пешка на бяло поле c2 · бяла дама на бяло поле g2 · бяла пешка на черно поле h2 · бял цар на черно поле c1 · бял топ на бяло поле d1 | черен цар на бяло поле g8 · черен офицер на черно поле g7 · черна пешка на бяло поле h7 · черна пешка на черно поле f6 · черна дама на черно поле h6 · черна пешка на черно поле a5 · черен топ на бяло поле f5 · черна пешка на черно поле b4 · черна пешка на бяло поле e4 · бяла пешка на черно поле f4 · бяла пешка на бяло поле b3 · бял офицер на черно поле e3 · бяла пешка на бяло поле a2 · бяла пешка на бяло поле c2 · бяла дама на бяло поле g2 · бяла пешка на черно поле h2 · бял цар на черно поле c1 · бял топ на бяло поле d1 | 4 |
| 3 | черен цар на бяло поле g8 · черен офицер на черно поле g7 · черна пешка на бяло поле h7 · черна пешка на черно поле f6 · черна дама на черно поле h6 · черна пешка на черно поле a5 · черен топ на бяло поле f5 · черна пешка на черно поле b4 · черна пешка на бяло поле e4 · бяла пешка на черно поле f4 · бяла пешка на бяло поле b3 · бял офицер на черно поле e3 · бяла пешка на бяло поле a2 · бяла пешка на бяло поле c2 · бяла дама на бяло поле g2 · бяла пешка на черно поле h2 · бял цар на черно поле c1 · бял топ на бяло поле d1 | черен цар на бяло поле g8 · черен офицер на черно поле g7 · черна пешка на бяло поле h7 · черна пешка на черно поле f6 · черна дама на черно поле h6 · черна пешка на черно поле a5 · черен топ на бяло поле f5 · черна пешка на черно поле b4 · черна пешка на бяло поле e4 · бяла пешка на черно поле f4 · бяла пешка на бяло поле b3 · бял офицер на черно поле e3 · бяла пешка на бяло поле a2 · бяла пешка на бяло поле c2 · бяла дама на бяло поле g2 · бяла пешка на черно поле h2 · бял цар на черно поле c1 · бял топ на бяло поле d1 | черен цар на бяло поле g8 · черен офицер на черно поле g7 · черна пешка на бяло поле h7 · черна пешка на черно поле f6 · черна дама на черно поле h6 · черна пешка на черно поле a5 · черен топ на бяло поле f5 · черна пешка на черно поле b4 · черна пешка на бяло поле e4 · бяла пешка на черно поле f4 · бяла пешка на бяло поле b3 · бял офицер на черно поле e3 · бяла пешка на бяло поле a2 · бяла пешка на бяло поле c2 · бяла дама на бяло поле g2 · бяла пешка на черно поле h2 · бял цар на черно поле c1 · бял топ на бяло поле d1 | черен цар на бяло поле g8 · черен офицер на черно поле g7 · черна пешка на бяло поле h7 · черна пешка на черно поле f6 · черна дама на черно поле h6 · черна пешка на черно поле a5 · черен топ на бяло поле f5 · черна пешка на черно поле b4 · черна пешка на бяло поле e4 · бяла пешка на черно поле f4 · бяла пешка на бяло поле b3 · бял офицер на черно поле e3 · бяла пешка на бяло поле a2 · бяла пешка на бяло поле c2 · бяла дама на бяло поле g2 · бяла пешка на черно поле h2 · бял цар на черно поле c1 · бял топ на бяло поле d1 | черен цар на бяло поле g8 · черен офицер на черно поле g7 · черна пешка на бяло поле h7 · черна пешка на черно поле f6 · черна дама на черно поле h6 · черна пешка на черно поле a5 · черен топ на бяло поле f5 · черна пешка на черно поле b4 · черна пешка на бяло поле e4 · бяла пешка на черно поле f4 · бяла пешка на бяло поле b3 · бял офицер на черно поле e3 · бяла пешка на бяло поле a2 · бяла пешка на бяло поле c2 · бяла дама на бяло поле g2 · бяла пешка на черно поле h2 · бял цар на черно поле c1 · бял топ на бяло поле d1 | черен цар на бяло поле g8 · черен офицер на черно поле g7 · черна пешка на бяло поле h7 · черна пешка на черно поле f6 · черна дама на черно поле h6 · черна пешка на черно поле a5 · черен топ на бяло поле f5 · черна пешка на черно поле b4 · черна пешка на бяло поле e4 · бяла пешка на черно поле f4 · бяла пешка на бяло поле b3 · бял офицер на черно поле e3 · бяла пешка на бяло поле a2 · бяла пешка на бяло поле c2 · бяла дама на бяло поле g2 · бяла пешка на черно поле h2 · бял цар на черно поле c1 · бял топ на бяло поле d1 | черен цар на бяло поле g8 · черен офицер на черно поле g7 · черна пешка на бяло поле h7 · черна пешка на черно поле f6 · черна дама на черно поле h6 · черна пешка на черно поле a5 · черен топ на бяло поле f5 · черна пешка на черно поле b4 · черна пешка на бяло поле e4 · бяла пешка на черно поле f4 · бяла пешка на бяло поле b3 · бял офицер на черно поле e3 · бяла пешка на бяло поле a2 · бяла пешка на бяло поле c2 · бяла дама на бяло поле g2 · бяла пешка на черно поле h2 · бял цар на черно поле c1 · бял топ на бяло поле d1 | черен цар на бяло поле g8 · черен офицер на черно поле g7 · черна пешка на бяло поле h7 · черна пешка на черно поле f6 · черна дама на черно поле h6 · черна пешка на черно поле a5 · черен топ на бяло поле f5 · черна пешка на черно поле b4 · черна пешка на бяло поле e4 · бяла пешка на черно поле f4 · бяла пешка на бяло поле b3 · бял офицер на черно поле e3 · бяла пешка на бяло поле a2 · бяла пешка на бяло поле c2 · бяла дама на бяло поле g2 · бяла пешка на черно поле h2 · бял цар на черно поле c1 · бял топ на бяло поле d1 | 3 |
| 2 | черен цар на бяло поле g8 · черен офицер на черно поле g7 · черна пешка на бяло поле h7 · черна пешка на черно поле f6 · черна дама на черно поле h6 · черна пешка на черно поле a5 · черен топ на бяло поле f5 · черна пешка на черно поле b4 · черна пешка на бяло поле e4 · бяла пешка на черно поле f4 · бяла пешка на бяло поле b3 · бял офицер на черно поле e3 · бяла пешка на бяло поле a2 · бяла пешка на бяло поле c2 · бяла дама на бяло поле g2 · бяла пешка на черно поле h2 · бял цар на черно поле c1 · бял топ на бяло поле d1 | черен цар на бяло поле g8 · черен офицер на черно поле g7 · черна пешка на бяло поле h7 · черна пешка на черно поле f6 · черна дама на черно поле h6 · черна пешка на черно поле a5 · черен топ на бяло поле f5 · черна пешка на черно поле b4 · черна пешка на бяло поле e4 · бяла пешка на черно поле f4 · бяла пешка на бяло поле b3 · бял офицер на черно поле e3 · бяла пешка на бяло поле a2 · бяла пешка на бяло поле c2 · бяла дама на бяло поле g2 · бяла пешка на черно поле h2 · бял цар на черно поле c1 · бял топ на бяло поле d1 | черен цар на бяло поле g8 · черен офицер на черно поле g7 · черна пешка на бяло поле h7 · черна пешка на черно поле f6 · черна дама на черно поле h6 · черна пешка на черно поле a5 · черен топ на бяло поле f5 · черна пешка на черно поле b4 · черна пешка на бяло поле e4 · бяла пешка на черно поле f4 · бяла пешка на бяло поле b3 · бял офицер на черно поле e3 · бяла пешка на бяло поле a2 · бяла пешка на бяло поле c2 · бяла дама на бяло поле g2 · бяла пешка на черно поле h2 · бял цар на черно поле c1 · бял топ на бяло поле d1 | черен цар на бяло поле g8 · черен офицер на черно поле g7 · черна пешка на бяло поле h7 · черна пешка на черно поле f6 · черна дама на черно поле h6 · черна пешка на черно поле a5 · черен топ на бяло поле f5 · черна пешка на черно поле b4 · черна пешка на бяло поле e4 · бяла пешка на черно поле f4 · бяла пешка на бяло поле b3 · бял офицер на черно поле e3 · бяла пешка на бяло поле a2 · бяла пешка на бяло поле c2 · бяла дама на бяло поле g2 · бяла пешка на черно поле h2 · бял цар на черно поле c1 · бял топ на бяло поле d1 | черен цар на бяло поле g8 · черен офицер на черно поле g7 · черна пешка на бяло поле h7 · черна пешка на черно поле f6 · черна дама на черно поле h6 · черна пешка на черно поле a5 · черен топ на бяло поле f5 · черна пешка на черно поле b4 · черна пешка на бяло поле e4 · бяла пешка на черно поле f4 · бяла пешка на бяло поле b3 · бял офицер на черно поле e3 · бяла пешка на бяло поле a2 · бяла пешка на бяло поле c2 · бяла дама на бяло поле g2 · бяла пешка на черно поле h2 · бял цар на черно поле c1 · бял топ на бяло поле d1 | черен цар на бяло поле g8 · черен офицер на черно поле g7 · черна пешка на бяло поле h7 · черна пешка на черно поле f6 · черна дама на черно поле h6 · черна пешка на черно поле a5 · черен топ на бяло поле f5 · черна пешка на черно поле b4 · черна пешка на бяло поле e4 · бяла пешка на черно поле f4 · бяла пешка на бяло поле b3 · бял офицер на черно поле e3 · бяла пешка на бяло поле a2 · бяла пешка на бяло поле c2 · бяла дама на бяло поле g2 · бяла пешка на черно поле h2 · бял цар на черно поле c1 · бял топ на бяло поле d1 | черен цар на бяло поле g8 · черен офицер на черно поле g7 · черна пешка на бяло поле h7 · черна пешка на черно поле f6 · черна дама на черно поле h6 · черна пешка на черно поле a5 · черен топ на бяло поле f5 · черна пешка на черно поле b4 · черна пешка на бяло поле e4 · бяла пешка на черно поле f4 · бяла пешка на бяло поле b3 · бял офицер на черно поле e3 · бяла пешка на бяло поле a2 · бяла пешка на бяло поле c2 · бяла дама на бяло поле g2 · бяла пешка на черно поле h2 · бял цар на черно поле c1 · бял топ на бяло поле d1 | черен цар на бяло поле g8 · черен офицер на черно поле g7 · черна пешка на бяло поле h7 · черна пешка на черно поле f6 · черна дама на черно поле h6 · черна пешка на черно поле a5 · черен топ на бяло поле f5 · черна пешка на черно поле b4 · черна пешка на бяло поле e4 · бяла пешка на черно поле f4 · бяла пешка на бяло поле b3 · бял офицер на черно поле e3 · бяла пешка на бяло поле a2 · бяла пешка на бяло поле c2 · бяла дама на бяло поле g2 · бяла пешка на черно поле h2 · бял цар на черно поле c1 · бял топ на бяло поле d1 | 2 |
| 1 | черен цар на бяло поле g8 · черен офицер на черно поле g7 · черна пешка на бяло поле h7 · черна пешка на черно поле f6 · черна дама на черно поле h6 · черна пешка на черно поле a5 · черен топ на бяло поле f5 · черна пешка на черно поле b4 · черна пешка на бяло поле e4 · бяла пешка на черно поле f4 · бяла пешка на бяло поле b3 · бял офицер на черно поле e3 · бяла пешка на бяло поле a2 · бяла пешка на бяло поле c2 · бяла дама на бяло поле g2 · бяла пешка на черно поле h2 · бял цар на черно поле c1 · бял топ на бяло поле d1 | черен цар на бяло поле g8 · черен офицер на черно поле g7 · черна пешка на бяло поле h7 · черна пешка на черно поле f6 · черна дама на черно поле h6 · черна пешка на черно поле a5 · черен топ на бяло поле f5 · черна пешка на черно поле b4 · черна пешка на бяло поле e4 · бяла пешка на черно поле f4 · бяла пешка на бяло поле b3 · бял офицер на черно поле e3 · бяла пешка на бяло поле a2 · бяла пешка на бяло поле c2 · бяла дама на бяло поле g2 · бяла пешка на черно поле h2 · бял цар на черно поле c1 · бял топ на бяло поле d1 | черен цар на бяло поле g8 · черен офицер на черно поле g7 · черна пешка на бяло поле h7 · черна пешка на черно поле f6 · черна дама на черно поле h6 · черна пешка на черно поле a5 · черен топ на бяло поле f5 · черна пешка на черно поле b4 · черна пешка на бяло поле e4 · бяла пешка на черно поле f4 · бяла пешка на бяло поле b3 · бял офицер на черно поле e3 · бяла пешка на бяло поле a2 · бяла пешка на бяло поле c2 · бяла дама на бяло поле g2 · бяла пешка на черно поле h2 · бял цар на черно поле c1 · бял топ на бяло поле d1 | черен цар на бяло поле g8 · черен офицер на черно поле g7 · черна пешка на бяло поле h7 · черна пешка на черно поле f6 · черна дама на черно поле h6 · черна пешка на черно поле a5 · черен топ на бяло поле f5 · черна пешка на черно поле b4 · черна пешка на бяло поле e4 · бяла пешка на черно поле f4 · бяла пешка на бяло поле b3 · бял офицер на черно поле e3 · бяла пешка на бяло поле a2 · бяла пешка на бяло поле c2 · бяла дама на бяло поле g2 · бяла пешка на черно поле h2 · бял цар на черно поле c1 · бял топ на бяло поле d1 | черен цар на бяло поле g8 · черен офицер на черно поле g7 · черна пешка на бяло поле h7 · черна пешка на черно поле f6 · черна дама на черно поле h6 · черна пешка на черно поле a5 · черен топ на бяло поле f5 · черна пешка на черно поле b4 · черна пешка на бяло поле e4 · бяла пешка на черно поле f4 · бяла пешка на бяло поле b3 · бял офицер на черно поле e3 · бяла пешка на бяло поле a2 · бяла пешка на бяло поле c2 · бяла дама на бяло поле g2 · бяла пешка на черно поле h2 · бял цар на черно поле c1 · бял топ на бяло поле d1 | черен цар на бяло поле g8 · черен офицер на черно поле g7 · черна пешка на бяло поле h7 · черна пешка на черно поле f6 · черна дама на черно поле h6 · черна пешка на черно поле a5 · черен топ на бяло поле f5 · черна пешка на черно поле b4 · черна пешка на бяло поле e4 · бяла пешка на черно поле f4 · бяла пешка на бяло поле b3 · бял офицер на черно поле e3 · бяла пешка на бяло поле a2 · бяла пешка на бяло поле c2 · бяла дама на бяло поле g2 · бяла пешка на черно поле h2 · бял цар на черно поле c1 · бял топ на бяло поле d1 | черен цар на бяло поле g8 · черен офицер на черно поле g7 · черна пешка на бяло поле h7 · черна пешка на черно поле f6 · черна дама на черно поле h6 · черна пешка на черно поле a5 · черен топ на бяло поле f5 · черна пешка на черно поле b4 · черна пешка на бяло поле e4 · бяла пешка на черно поле f4 · бяла пешка на бяло поле b3 · бял офицер на черно поле e3 · бяла пешка на бяло поле a2 · бяла пешка на бяло поле c2 · бяла дама на бяло поле g2 · бяла пешка на черно поле h2 · бял цар на черно поле c1 · бял топ на бяло поле d1 | черен цар на бяло поле g8 · черен офицер на черно поле g7 · черна пешка на бяло поле h7 · черна пешка на черно поле f6 · черна дама на черно поле h6 · черна пешка на черно поле a5 · черен топ на бяло поле f5 · черна пешка на черно поле b4 · черна пешка на бяло поле e4 · бяла пешка на черно поле f4 · бяла пешка на бяло поле b3 · бял офицер на черно поле e3 · бяла пешка на бяло поле a2 · бяла пешка на бяло поле c2 · бяла дама на бяло поле g2 · бяла пешка на черно поле h2 · бял цар на черно поле c1 · бял топ на бяло поле d1 | 1 |
|   | a | b | c | d | e | f | g | h |   |

Юдит Полгар единствена от сестрите остава да живее в Будапеща и се омъжва за Густав Фонтс, ветеринарен лекар, при който е водила на преглед кучето си. Когато през втората половина на 2004 г. Юдит не играе поради раждане на дете, сестра ѝ Жужа Полгар отново се включва активно на международната шахматна арена и заема 1-во място в световната ранглиста на ФИДЕ за жени през януари 2005 г. с личен рекорден коефициент ЕЛО 2577.
После Юдит се завръща престижно начело в класирането, като на турнира „Корус“ през януари 2005 г. постига резултат 7 т. от 13 партии. През май се представя добре и на организирания турнир М-Тел Мастърс в София, България, финиширайки трета. Така тя достига до най-високия си рейтинг – 2735, което я прави № 8 в смесената ранглиста на ФИДЕ през юли 2005 г.
През септември 2005 г. Юдит Полгар е първата жена, която играе на световно първенство за мъже на шампионата на ФИДЕ. Тук обаче се представя неуспешно, като се класира последна от 8 играчи. До края на годината двете сестри оглавяват ранглистата за жени, след което Жужа отново се оттегля.
Юдит не играе на турнира в Линарес, Испания през 2006 г., защото отново е бременна. През юли 2006 г. ражда момиче на име Ханна.
На шахматната олимпиада през 2012 г. в Истанбул отново играе сред мъжете и се представя отлично без нито една загуба – в 10 срещи постига 5 победи и 5 ремита. Удостоена е с новосъздадената награда „Каиса“ за 2012 г. като Шахматен Оскар за жени.
След септември 2014 г. не е играла на официални турнири, не е включена в месечните класации на ФИДЕ след август 2015 г.
За разлика от сестра си Жужа Полгар, която е била световна шампионка, Юдит Полгар никога не е участвала в световно първенство по шахмат за жени.